# Койкойски език
Койкойският език (Khoekhoegowab), наричан в миналото и хотентотски език, е койски език, говорен от етническата група койкой в Южна Африка – Намибия, Ботсвана и Южноафриканската република. В миналото е класифициран в групата на койсанските езици, но днес връзката между езиците от тази група се отхвърля.
Езикът е застрашен от изчезване, като броят на говорещите се оценява на около 200 хиляди души. В Намибия и Южноафриканската република се полагат усилия за запазването му, като езикът се преподава до университетско ниво и се записват радиопредавания на койкойски.